# Love or generosity
Love or generosity (Nederlands: Liefde of edelmoedigheid) is een kunstwerk in Amsterdam-Zuid.
Het is een vijf meter hoog beeld van de Frans/Amerikaans kunstenares Nicole Eisenman, dat op 27 november 2020 werd geplaatst. Het beeld maakt deel uit van de nieuwbouw voor de Rechtbank Amsterdam aan de Parnassusweg. Deze nieuwbouw kreeg een plein voor de deur, waarop het beeld werd geplaatst. Het beeld bestaat uit een grote figuur met zowel mannelijke als vrouwelijke geslachtskenmerken die een aantal attributen in zijn rechterhand heeft:
- een uil (staande voor wijsheid)
- een pijl (staande voor volharding en focus)
- een eikel (staande voor bescherming tegen het kwaad).

Door de enorme figuur gebogen neer te zetten kreeg het iets teders. Het beeld is desalniettemin van brons met een ruw patina. De broek is dan weer van roestvast staal, schoenen van marmercomposiet.
Het beeld werd gefinancierd uit de zogenaamde percentageregeling beeldende kunst bij rijksgebouwen, de gemeente Amsterdam en het Amsterdamse Fonds voor de Kunst.

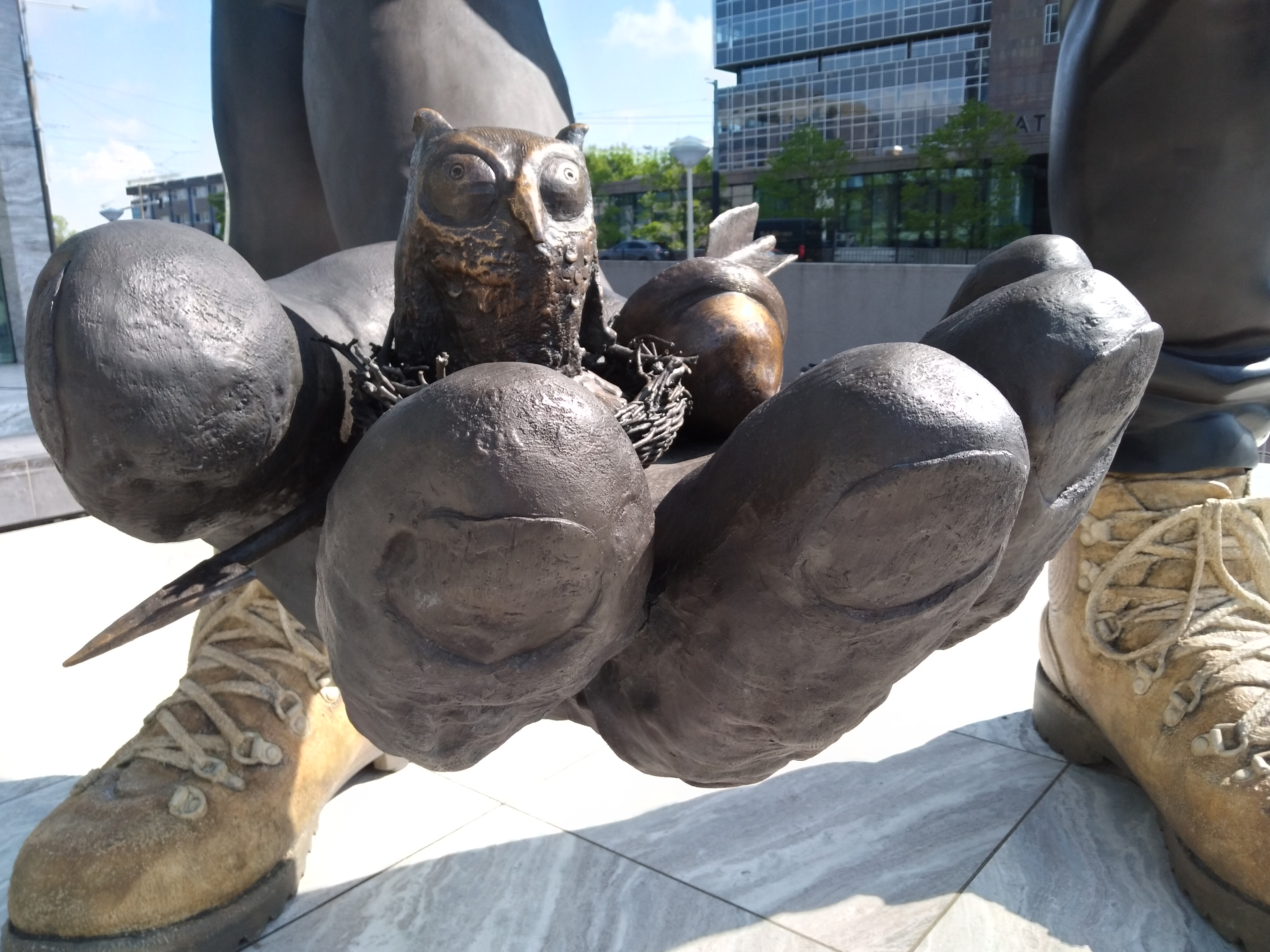
De hand met inhoud (mei 2021)